# Lucas Høgsberg

Lucas Høgsberg (født 23. juni 2006) er en dansk fodboldspiller, der spiller som højreback for den franske Ligue 1 -klub RC Strasbourg, og det danske landshold.

## Klubkarriere

### Nordsjælland
Den 5. april 2022 fik 16-årige Høgsberg sin officielle debut for Nordsjælland mod Aarhus Fremad i DBU Pokalen. Den 22. maj 2023 fik Høgsberg også sin danske Superliga-debut, da han kom fra bænken til slutminutterne mod Randers FC i den danske Superliga.

## Eksterne links
- Lucas Høgsberg profil på Soccerway

- Lucas Høgsberg i DBU's Landsholdsdatabase